# Cyprinodon spp.
Cyprinodon spp. foi uma espécie de peixe da família Cyprinodontidae.
Foi endémica da México.